# 渡邉新
渡邉 新（わたなべ あらた、1941年3月20日 - ）は、日本の実業家、アルフレッサホールディングス株式会社元代表取締役会長、元社長

## 人物・経歴
1941年3月20日、北海道生まれ。1963年3月、立教大学経済学部卒業。同年4月、武田薬品工業株式会社入社。
1998年12月、福神株式会社（現・アルフレッサ株式会社）入社。
2001年6月、同社常務取締役経営企画部長、2002年6月、取締役専務執行役員、2003年9月、専務取締役、2004年6月、取締役副社長就任。
2006年6月、アルフレッサホールディングス株式会社代表取締役社長就任。2009年4月、同社代表取締役会長就任。